# Poetry Man
«Poetry Man» es una canción interpretada por la cantautora estadounidense Phoebe Snow. Fue lanzada en junio de 1974 como la tercera canción de su álbum debut homónimo.
«Poetry Man» se convirtió en el primer éxito de Snow en las listas, llegando a la posición número 5 en la lista Billboard Hot 100 en abril de 1975 y al puesto número 4 en las listas de la revista canadiense RPM. El éxito de «Poetry Man» ayudó a Snow a lograr una nominación al premio Grammy como Mejor Artista Nuevo en 1975.

## Antecedentes
Snow recordaría que el “grupo de hippies” que conocía a través de su participación mutua en las noches de talentos en los locales de Greenwich Village desestimaron su composición como “peatonal”, aconsejándole que “se quedara con las versiones de [Delta] blues” que solía interpretar. Sin embargo, «Poetry Man» estaba entre las canciones de la demo que el cazatalentos de Shelter Records, Dino Airali, a finales de 1972, le aconsejó a Snow que grabara para enviarla al presidente de Shelter, Denny Cordell, quien, basándose en esa demo, contrató a Snow.
Con el estímulo de Airali, Snow escribió más material original–siete de las nueve pistas de su álbum debut homónimo serían de su propia autoría–y, después de que las sesiones de grabación en Los Ángeles y Nashville no arrojaran resultados prometedores, Airali, recordaría Snow, sugeriría: “¿Por qué no hacemos un [álbum] con sabor a jazz? Lo hemos intentado...de todas las otras maneras”. Las versiones finales de «Poetry Man» y las otras pistas que comprendían el álbum debut de Snow se grabaron en A&R Recording; Zoot Sims tocó el saxofón en «Poetry Man», pista que también se distinguió por el trabajo de percusión de Ralph MacDonald.

## Escritura y temática
«Poetry Man» fue la segunda canción escrita por Snow. “La primera era tan aburrida que apenas la recuerdo”, señalaría Snow en una entrevista de 2008 con Eric Snider. Snow escribiría la canción básica en cinco o diez minutos, y la canción en su forma final terminaría en aproximadamente una hora. Snow añadiría: “Estaba teniendo una relación con alguien. Por las palabras probablemente puedes deducir que el tipo estaba casado. Fue algo malo de hacer. Pero saqué un encantador soneto romántico de ello”.
Surgieron rumores de que Snow escribió «Poetry Man» sobre el cantautor Jackson Browne, con quien estuvo de gira como acto de apertura en la primavera de 1975, aunque los dos nunca se habían conocido antes y «Poetry Man» ya estaba “terminado” para diciembre de 1973. Sin embargo, en la emisión de radio American Top 40 del 13 de septiembre de 1980, el presentador Casey Kasem alegaría que la propia Snow le había dicho a su programa que Browne era su “Poetry Man”. Sin embargo, una entrevista de 1989 encontró a Snow “riéndose histéricamente ante la idea” de que una relación con Jackson Browne fuera la inspiración de su canción, y Snow fue citada diciendo: “La gente [ha] pensado que se trataba de Jackson porque yo [abría sus] shows...No puedo decirte de quién trataba «Poetry Man», [excepto que] no era nadie famoso”.

## Rendimiento comercial

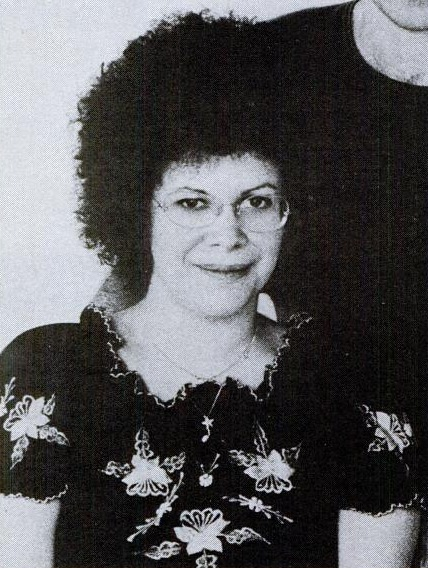
«Poetry Man» fue la única canción de Phoebe Snow que encabezó la lista Easy Listening.

En Estados Unidos, «Poetry Man» debutó en el número 50 en la lista Top 50 Easy Listening durante la semana que terminó el 18 de enero de 1975, donde se desempeñó como el debut más bajo de la edición. Después de escalar de manera constante la lista durante siete semanas consecutivas, encabezó la lista el 1 de marzo, donde desplazó la canción de Carole King, «Nightingale», del puesto más alto. «Poetry Man» salió de la lista Easy Listening el 26 de abril en el número 36; en total, pasó quince semanas consecutivas entre los rankings de la lista. En la lista de sencillos de todos los géneros, «Poetry Man» alcanzó el número 5 el 12 de abril de 1975.
Fuera del país natal de Sedaka, el sencillo tuvo un éxito comercial similar. En Canadá, debutó en el puesto número 47 de la lista RPM Pop Music Playlist durante la semana que terminó el 8 de febrero de 1975, donde se desempeñó como el sexto debut más alto de la edición. En su sexta semana en la lista, «Poetry Man» alcanzó la tercera posición. El sencillo salió de la lista Pop Music Playlist el 26 de abril en la posición número 35; en total, pasó once semanas consecutivas entre los rankings de la lista. En la lista de sencillos de todos los géneros, «Poetry Man» alcanzó el número 4 el 19 de abril de 1975.

## Posicionamiento

### Gráfica semanal
| Gráfica (1975)                            | Pico de posición |
| ----------------------------------------- | ---------------- |
| Australia (Kent Music Report)             | 60               |
| Canadá (RPM Top Singles)                  | 4                |
| Canadá (RPM Pop Music Playlist)           | 3                |
| Estados Unidos (Billboard Hot 100)        | 5                |
| Estados Unidos (Billboard Easy Listening) | 1                |
| Estados Unidos (Cash Box Top 100 Singles) | 5                |
| Nueva Zelanda (Recorded Music NZ)         | 28               |

### Gráfica de fin de año
| Gráfica (1975)                            | Pico de posición |
| ----------------------------------------- | ---------------- |
| Canadá (RPM Top Singles)                  | 58               |
| Estados Unidos (Billboard Hot 100)        | 57               |
| Estados Unidos (Billboard Easy Listening) | 29               |